# Burg (Salm)
Burg/Salm ist ein Ortsbezirk der Ortsgemeinde Landscheid in Rheinland-Pfalz.

## Geographie
Burg liegt in der Eifel im Tal der Salm.
Zum Ortsteil gehören die Wohnplätze Altenhof, Heeg und Hof Wolfskaul.

Nachbarorte sind der Hauptort Landscheid im Südwesten, Musweiler im Norden, Hupperath im Osten und Bergweiler im Südosten.

## Geschichte
Der Ort wird erstmals 1184 in einer Urkunde erwähnt, welche die Schenkung einer Mühle bei Burg an das Kloster Himmerod durch den Trierer Erzbischof Arnold I. dokumentierte.
In der Zeit der Zugehörigkeit zum Kurfürstentum Trier war Burg zuletzt dem Amt Manderscheid zugeordnet.
Das Linke Rheinufer wurde 1794 im ersten Koalitionskrieg von französischen Revolutionstruppen besetzt. Von 1798 bis 1814 war Burg ein Teil der Französischen Republik (bis 1804) und anschließend des Napoleonischen Kaiserreichs, zugehörig dem Saardepartement, Arrondissement Prüm, Kanton Manderscheid. Auf dem Wiener Kongress (1815) kam die gesamte Region nach der Niederlage Napoleons an das Königreich Preußen.
Um 1910 erlosch in Burg das traditionelle Krugbäckerhandwerk, dass in den Jahrhunderten zuvor mehrere Familien betrieben hatten. Das ebenfalls im Ort vertretene Wandergewerbe hielt sich länger, noch um 1950 waren elf Familien als fahrende Händler aktiv.
Nach dem Ersten Weltkrieg gehörte das gesamte Gebiet zum französischen Teil der Alliierten Rheinlandbesetzung. Nach dem Zweiten Weltkrieg wurde Burg innerhalb der französischen Besatzungszone Teil des damals neu gebildeten Landes Rheinland-Pfalz.
Am 1. Dezember 1975 wurde aus der bis dahin eigenständige Ortsgemeinde Burg mit zu diesem Zeitpunkt 390 Einwohnern, sowie Landscheid und Niederkail, die neue Ortsgemeinde Landscheid gebildet.

## Politik
Burg ist gemäß Hauptsatzung einer von drei Ortsbezirken der Ortsgemeinde Landscheid und umfasst das Gebiet der ehemaligen Gemeinde. Die Interessen des Ortsbezirks werden durch einen Ortsbeirat und einen Ortsvorsteher vertreten.
Der Ortsbeirat von Burg besteht aus vier Mitgliedern und dem ehrenamtlichen Ortsvorsteher als Vorsitzendem.
Gerd Meyer wurde am 16. März 2020 Ortsvorsteher von Burg. Da für eine angesetzte Neuwahl kein Wahlvorschlag eingereicht wurde, oblag die Neuwahl dem Ortsbeirat, der sich mehrheitlich für Meyer entschied. Er wurde im Juni 2024 wiedergewählt.
Meyers Vorgänger Michael Comes hatte das Amt seit 2004 ausgeübt, war nach seiner Wahl zum Ortsbürgermeister von Landscheid aber mit Wirkung zum 15. März 2020 als Ortsvorsteher zurückgetreten.

## Kultur und Sehenswürdigkeiten
In der Denkmalliste des Landes Rheinland-Pfalz (Stand: 2025) sind folgende Kulturdenkmäler genannt:
- Katholische Filialkirche Heilig Kreuz, dreiachsiger neugotischer Saalbau (1908), Salmstraße 2
- Drei Schaftkreuze und ein Heiligenhäuschen aus dem 17. und 18. Jahrhundert im Ort und in der Gemarkung

## Wirtschaft und Infrastruktur
Durch Burg verläuft die Landesstraße 34. In südwestliche Richtung führt sie zur etwa einen Kilometer entfernten Bundesautobahn 60 (A 60) und in der Verlängerung als Bundesstraße 50 nach Landscheid, in östlicher Richtung nach Hupperath.